# Seznam dílů seriálu 90210: Nová generace
Toto je seznam dílů seriálu 90210: Nová generace. Americký dramatický televizní seriál 90210: Nová generace měl premiéru v letech 2008–2013 na americké stanici The CW, celkově vzniklo 5 řad se 114 díly.

## Přehled řad
| Řada | Díly | Premiéra v USA | Premiéra v USA  | Premiéra v ČR     | Premiéra v ČR     |
| Řada | Díly | První díl      | Poslední díl    | První díl         | Poslední díl      |
| ---- | ---- | -------------- | --------------- | ----------------- | ----------------- |
| 1    | 24   | 2. září 2008   | 19. května 2009 | 28. dubna 2014    | 29. května 2014   |
| 2    | 22   | 8. září 2009   | 17. května 2010 | 30. května 2014   | 30. června 2014   |
| 3    | 22   | 13. září 2010  | 16. května 2011 | 1. července 2014  | 30. července 2014 |
| 4    | 24   | 13. září 2011  | 15. května 2012 | 31. července 2014 | 2. září 2014      |
| 5    | 22   | 8. října 2012  | 13. května 2013 | 3. září 2014      | 2. října 2014     |

## Seznam dílů

### První řada (2008–2009)
| Č. v seriálu | Č. v řadě | Původní název                        | Český název                          | Režie              | Scénář                                               | Premiéra v USA     | Premiéra v ČR   |
| ------------ | --------- | ------------------------------------ | ------------------------------------ | ------------------ | ---------------------------------------------------- | ------------------ | --------------- |
| 1            | 1         | We're Not in Kansas Anymore          | Tady nejsme v Kansasu                | Mark Piznarski     | Rob Thomas, Gabe Sachs a Jeff Judah                  | 2. září 2008       | 28. dubna 2014  |
| 2            | 2         | The Jet Set                          | Výlet soukromým tryskáčem            | Wendey Stanzler    | Gabe Sachs, Jeff Judah a Darlene Hunt                | 2. září 2008       | 29. dubna 2014  |
| 3            | 3         | Lucky Strike                         | Rodinný večer                        | Mark Piznarski     | Jill Gordon                                          | 9. září 2008       | 30. dubna 2014  |
| 4            | 4         | The Bubble                           | Soukromá bublina                     | Sarah Pia Anderson | Dailyn Rodriguez                                     | 16. září 2008      | 1. května 2014  |
| 5            | 5         | Wide Awake and Dreaming              | Radost a zklamání                    | Paul Lazarus       | Sean Reycraft                                        | 23. září 2008      | 2. května 2014  |
| 6            | 6         | Model Behavior                       | Nejisté vztahy                       | J. Miller Tobin    | Jason Ning                                           | 30. září 2008      | 5. května 2014  |
| 7            | 7         | Hollywood Forever                    | Žít a zemřít v Hollywoodu            | Norman Buckley     | Caprice Crane                                        | 7. října 2008      | 6. května 2014  |
| 8            | 8         | There's No Place Like Homecoming     | Ve víru školního plesu               | Tony Wharmby       | Darlene Hunt                                         | 28. října 2008     | 7. května 2014  |
| 9            | 9         | Secrets and Lies                     | Tajemství a lži                      | Nick Marck         | Dailyn Rodriguez                                     | 4. listopadu 2008  | 8. května 2014  |
| 10           | 10        | Games People Play                    | Kdo hraje hry                        | Wendey Stanzler    | Kristin Long                                         | 11. listopadu 2008 | 9. května 2014  |
| 11           | 11        | That Which We Destroy                | Kdo doopravdy jsem                   | Melanie Mayron     | Allison Schroeder a Caprice Crane                    | 18. listopadu 2008 | 12. května 2014 |
| 12           | 12        | Hello, Goodbye, Amen                 | Ahoj, sbohem, ámen                   | Stuart Gillard     | Jennifer Cecil                                       | 6. ledna 2009      | 13. května 2014 |
| 13           | 13        | Love Me or Leave Me                  | Miluj mě nebo odejdi                 | Wendey Stanzler    | Paul Sciarrotta                                      | 13. ledna 2009     | 14. května 2014 |
| 14           | 14        | By Accident                          | Život je výzva                       | Michael Grossman   | Michael Sonnenschein                                 | 20. ledna 2009     | 15. května 2014 |
| 15           | 15        | Help Me, Rhonda                      | Pomoz mi, Rhondo                     | Liz Friedlander    | Jason Ning                                           | 3. února 2009      | 16. května 2014 |
| 16           | 16        | Of Heartbreaks and Hotels            | Zlomená srdce a hotely               | J. Miller Tobin    | Sean Reycraft                                        | 10. února 2009     | 19. května 2014 |
| 17           | 17        | Life's a Drag                        | Život není peříčko                   | Wendey Stanzler    | Caprice Crane                                        | 31. března 2009    | 20. května 2014 |
| 18           | 18        | Off the Rails                        | Ode zdi ke zdi                       | Jason Priestley    | Steve Hanna                                          | 7. dubna 2009      | 21. května 2014 |
| 19           | 19        | Okaeri, Donna!                       | Okaeri, Donna!                       | Stuart Gillard     | Jennie Snyder Urman a Rebecca Rand Kirshner Sinclair | 14. dubna 2009     | 22. května 2014 |
| 20           | 20        | Between a Sign and a Hard Place      | Rozhodnutí                           | Rob Estes          | Jennie Snyder Urman a Rebecca Rand Kirshner Sinclair | 21. dubna 2009     | 23. května 2014 |
| 21           | 21        | The Dionysian Debacle                | Přiznání                             | Jamie Babbit       | Jennie Snyder Urman                                  | 28. dubna 2009     | 26. května 2014 |
| 22           | 22        | The Party's Over                     | Večírek skončil                      | Melanie Mayron     | Jennifer Cecil                                       | 5. května 2009     | 27. května 2014 |
| 23           | 23        | Zero Tolerance                       | Nulová tolerance                     | Nick Marck         | Gayle Abrams a Jennie Snyder                         | 12. května 2009    | 28. května 2014 |
| 24           | 24        | One Party Can Ruin Your Whole Summer | Jediný večírek může zkazit celé léto | Wendey Stanzler    | Rebecca Rand Kirshner Sinclair                       | 19. května 2009    | 29. května 2014 |

### Druhá řada (2009–2010)
| Č. v seriálu | Č. v řadě | Původní název                     | Český název               | Režie             | Scénář                                 | Premiéra v USA     | Premiéra v ČR   |
| ------------ | --------- | --------------------------------- | ------------------------- | ----------------- | -------------------------------------- | ------------------ | --------------- |
| 25           | 1         | To New Beginnings!                | Školní rok začíná         | Stuart Gillard    | Rebecca Sinclair                       | 8. září 2009       | 30. května 2014 |
| 26           | 2         | To Sext or Not to Sext            | Poslat či neposlat        | Tony Wharmby      | Jennie Snyder Urman                    | 15. září 2009      | 2. června 2014  |
| 27           | 3         | Sit Down, You're Rocking the Boat | Plavba plná překvapení    | Janice Cooke      | Mark Driscoll                          | 22. září 2009      | 3. června 2014  |
| 28           | 4         | The Porn King                     | Král porna                | James L. Conway   | Maria Maggenti a Jordan Budde          | 29. září 2009      | 4. června 2014  |
| 29           | 5         | Environmental Hazards             | Sázka na ekologii         | Jamie Babbit      | Padma L. Atluri a Jennie Snyder Urman  | 6. října 2009      | 5. června 2014  |
| 30           | 6         | Wild Alaskan Salmon               | Divoký aljašský losos     | Liz Friedlander   | Mark Driscoll                          | 13. října 2009     | 6. června 2014  |
| 31           | 7         | Unmasked                          | Bez přetvářky             | J. Miller Tobin   | Jennie Snyder Urman                    | 20. října 2009     | 9. června 2014  |
| 32           | 8         | Women's Intuition                 | Ženská intuice            | Stuart Gillard    | Rebecca Sinclair                       | 3. listopadu 2009  | 10. června 2014 |
| 33           | 9         | A Trip to the Moon                | Cesta do minulosti        | Rick Rosenthal    | Paul Sciarotta a Jennie Snyder Urman   | 10. listopadu 2009 | 11. června 2014 |
| 34           | 10        | To Thine Own Self Be True         | Přiznání                  | Mike Listo        | Ben Dougan                             | 17. listopadu 2009 | 12. června 2014 |
| 35           | 11        | And Away They Go!                 | Nic netrvá věčně          | Harry Sinclair    | Rebecca Sinclair a Natalie Krinsky     | 1. prosince 2009   | 13. června 2014 |
| 36           | 12        | Winter Wonderland                 | Zimní pohádkový ples      | David Warren      | Jennie Snyder Urman                    | 8. prosince 2009   | 16. června 2014 |
| 37           | 13        | Rats and Heroes                   | Nejsem krysa, jsem hrdina | Stuart Gillard    | Mark Driscoll a Padma L. Atluri        | 9. března 2010     | 17. června 2014 |
| 38           | 14        | Girl Fight!                       | Dívčí duel                | Fred Gerber       | Rebecca Sinclair a Jennie Snyder Urman | 16. března 2010    | 18. června 2014 |
| 39           | 15        | What's Past Is Prologue           | Co se stalo, je minulost  | Norman Buckley    | Daniel Arkin                           | 23. března 2010    | 19. června 2014 |
| 40           | 16        | Clark Raving Mad                  | Běsnící Clarková          | Stuart Gillard    | Tod Himmel                             | 30. března 2010    | 20. června 2014 |
| 41           | 17        | Sweaty Palms and Weak Knees       | Hra na zpocené dlaně      | Krishna Rao       | Ben Dougan                             | 6. dubna 2010      | 23. června 2014 |
| 42           | 18        | Another, Another Chance           | Ještě další šance         | Millicent Shelton | Scott Weinger                          | 13. dubna 2010     | 25. června 2014 |
| 43           | 19        | Multiple Choices                  | Těžká rozhodnutí          | Liz Friedlander   | Paul Sciarrotta                        | 27. dubna 2010     | 25. června 2014 |
| 44           | 20        | Meet the Parent                   | Seznámení s otcem         | Stuart Gillard    | Jessica Chaffin                        | 4. května 2010     | 26. června 2014 |
| 45           | 21        | Javianna                          | Javianna                  | James L. Conway   | Jennie Snyder Urman                    | 11. května 2010    | 27. června 2014 |
| 46           | 22        | Confessions                       | Doznání                   | Rebecca Sinclair  | Rebecca Sinclair                       | 18. května 2010    | 30. června 2014 |

### Třetí řada (2010–2011)
| Č. v seriálu | Č. v řadě | Původní název                       | Český název          | Režie             | Scénář                                                             | Premiéra v USA     | Premiéra v ČR     |
| ------------ | --------- | ----------------------------------- | -------------------- | ----------------- | ------------------------------------------------------------------ | ------------------ | ----------------- |
| 47           | 1         | Senior Year, Baby                   | Čtvrťák jede, baby   | Stuart Gillard    | Jennie Snyder Urman                                                | 13. září 2010      | 1. července 2014  |
| 48           | 2         | Age of Inheritance                  | Věk rozmařilosti     | Liz Friedlander   | Padma L. Atluri                                                    | 20. září 2010      | 2. července 2014  |
| 49           | 3         | 2021 Vision                         | Vzkaz do budoucnosti | Millicent Shelton | Tod Himmel                                                         | 27. září 2010      | 3. července 2014  |
| 50           | 4         | The Bachelors                       | Benefice             | David Warren      | David S. Rosenthal                                                 | 4. října 2010      | 4. července 2014  |
| 51           | 5         | Catch Me If You Cannon              | Past na učitele      | Jim Conway        | Terrence Coli                                                      | 11. října 2010     | 7. července 2014  |
| 52           | 6         | How Much Is That Liam in the Window | Nelítostná pomsta    | Stuart Gillard    | David S. Rosenthal a Jennie Snyder Urman                           | 25. října 2010     | 8. července 2014  |
| 53           | 7         | I See London, I See France…         | Na přízvuku záleží   | Krishna Rao       | Scott Weinger                                                      | 1. listopadu 2010  | 9. července 2014  |
| 54           | 8         | Mother Dearest                      | Mami, jsi má hrdinka | Oz Scott          | Paul Sciarrotta                                                    | 8. listopadu 2010  | 10. července 2014 |
| 55           | 9         | They're Playing Her Song            | Hrají její píseň     | Rob Hardy         | Jennie Snyder Urman a Jenna Lamia                                  | 15. listopadu 2010 | 11. července 2014 |
| 56           | 10        | Best Lei'd Plans                    | Ty nejlepší plány    | David Warren      | David S. Rosenthal a Deborah Schoeneman                            | 29. listopadu 2010 | 14. července 2014 |
| 57           | 11        | Holiday Madness                     | Vánoční šílenství    | Dennis Smith      | Rebecca Sinclair                                                   | 6. prosince 2010   | 15. července 2014 |
| 58           | 12        | Liars                               | Samé lži             | Stuart Gillard    | Tod Himmel                                                         | 24. ledna 2011     | 16. července 2014 |
| 59           | 13        | It's Getting Hot in Here            | Začíná tu být horko  | Liz Friedlander   | David S. Rosenthal                                                 | 31. ledna 2011     | 17. července 2014 |
| 60           | 14        | All About a Boy                     | Jak na kluka         | Harry Sinclair    | Paul Sciarrotta                                                    | 7. února 2011      | 18. července 2014 |
| 61           | 15        | Revenge with the Nerd               | Setkání se šprtem    | Millicent Shelton | Terrence Coli                                                      | 14. února 2011     | 21. července 2014 |
| 62           | 16        | It's High Time                      | Nejvyšší čas         | Krishna Rao       | Padma Alturi                                                       | 22. února 2011     | 22. července 2014 |
| 63           | 17        | Blue Naomi                          | Modrá Naomi          | Elizabeth Allen   | David S. Rosenthal                                                 | 28. února 2011     | 23. července 2014 |
| 64           | 18        | The Enchanted Donkey                | Kouzelný oslík       | David Paymer      | námět: Rebecca Sinclair scénář: Rebecca Sinclair a Paul Sciarrotta | 18. dubna 2011     | 24. července 2014 |
| 65           | 19        | Nerdy Little Secrets                | Není šprt jako šprt  | Harry Sinclair    | David Rosenberg                                                    | 25. dubna 2011     | 25. července 2014 |
| 66           | 20        | Women on the Verge                  | Na krok od propasti  | Stuart Gillard    | Scott Weinger a Jenna Lamia                                        | 2. května 2011     | 28. července 2014 |
| 67           | 21        | The Prom Before the Storm           | Ples před bouří      | Mike Listo        | David Rosenthal a Terrence Coli                                    | 9. května 2011     | 29. července 2014 |
| 68           | 22        | To the Future!                      | Na budoucnost        | Rebecca Sinclair  | Rebecca Sinclair a Paul Sciarotta                                  | 16. května 2011    | 30. července 2014 |

### Čtvrtá řada (2011–2012)
| Č. v seriálu | Č. v řadě | Původní název                          | Český název                     | Režie             | Scénář                      | Premiéra v USA     | Premiéra v ČR     |
| ------------ | --------- | -------------------------------------- | ------------------------------- | ----------------- | --------------------------- | ------------------ | ----------------- |
| 69           | 1         | Up In Smoke                            | Tráva se nepálí                 | Elizabeth Allen   | Patti Carr a Lara Olsen     | 13. září 2011      | 31. července 2014 |
| 70           | 2         | Rush Hour                              | Sestry navěky                   | Elizabeth Allen   | Terrence Coli               | 20. září 2011      | 1. srpna 2014     |
| 71           | 3         | Greek Tragedy                          | Řecká tragédie                  | Rob Hardy         | Paul Sciarrotta             | 27. září 2011      | 4. srpna 2014     |
| 72           | 4         | Let the Games Begin                    | Nechť zvítězí ta lepší          | Millicent Shelton | Jenna Lamia                 | 4. října 2011      | 5. srpna 2014     |
| 73           | 5         | Party Politics                         | Volební kampaň                  | Cherie Nowlan     | Marjorie David              | 11. října 2011     | 6. srpna 2014     |
| 74           | 6         | Benefit of the Doubt                   | Talentová soutěž                | James L. Conway   | Liz Phang                   | 18. října 2011     | 7. srpna 2014     |
| 75           | 7         | It's the Great Masquerade, Naomi Clark | Naomin maškarní ples            | David Warren      | Brian Dawson                | 1. listopadu 2011  | 8. srpna 2014     |
| 76           | 8         | Vegas, Maybe?                          | V duchu Vegas                   | Stuart Gillard    | Scott Weinger               | 8. listopadu 2011  | 11. srpna 2014    |
| 77           | 9         | A Thousand Words                       | Tvrdá realita                   | Millicent Shelton | Chris Atwood                | 15. listopadu 2011 | 12. srpna 2014    |
| 78           | 10        | Smoked Turkey                          | Díkůvzdání                      | Jerry Levine      | Miriam Trogdon              | 22. listopadu 2011 | 13. srpna 2014    |
| 79           | 11        | Project Runaway                        | Rivalita na molu                | Harry Sinclair    | Allen Clary                 | 29. listopadu 2011 | 14. srpna 2014    |
| 80           | 12        | O Holly Night                          | Hollyin večer                   | Stuart Gillard    | Paul Sciarrotta             | 6. prosince 2011   | 15. srpna 2014    |
| 81           | 13        | Should Old Acquaintance Be Forgot?     | Na staré známosti se nezapomíná | Cherie Nowlan     | Jenna Lamia                 | 17. ledna 2012     | 18. srpna 2014    |
| 82           | 14        | Mama Can You Hear Me?                  | Mami, slyšíš mě?                | Stuart Gillard    | Scott Weinger               | 24. ledna 2012     | 19. srpna 2014    |
| 83           | 15        | Trust, Truth and Traffic               | Důvěra nad zlato                | Bethany Rooney    | Marjorie David              | 31. ledna 2012     | 20. srpna 2014    |
| 84           | 16        | No Good Deed                           | Nedoufejte v dobré skutky       | Stuart Gillard    | Chris Atwood                | 7. února 2012      | 21. srpna 2014    |
| 85           | 17        | Babes in Toyland                       | Žij svůj sen                    | Michael Zinberg   | Liz Phang                   | 6. března 2012     | 22. srpna 2014    |
| 86           | 18        | Blood Is Thicker Than Mud              | Krev není voda                  | Stuart Gillard    | Paul Sciarrotta             | 13. března 2012    | 25. srpna 2014    |
| 87           | 19        | The Heart Will Go On                   | Srdce bije dál                  | Matthew Diamond   | Patti Carr                  | 20. března 2012    | 26. srpna 2014    |
| 88           | 20        | Blue Ivy                               | Smutná Ivy                      | Stuart Gillard    | Terrence Coli               | 27. března 2012    | 27. srpna 2014    |
| 89           | 21        | Bride and Prejudice                    | Láska a předsudky               | Sanaa Hamri       | William H. Brown            | 24. dubna 2012     | 28. srpna 2014    |
| 90           | 22        | Tis Pity                               | Škoda lásky                     | Harry Sinclair    | Scott Weinger               | 1. května 2012     | 29. srpna 2014    |
| 91           | 23        | A Tale of Two Parties                  | Příběh dvou mejdanů             | Rob Hardy         | Terrence Coli a Jenna Lamia | 8. května 2012     | 1. září 2014      |
| 92           | 24        | Forever Hold Your Peace                | Co Bůh spojí                    | Harry Sinclair    | Lara Olsen                  | 15. května 2012    | 2. září 2014      |

### Pátá řada (2012–2013)
| Č. v seriálu | Č. v řadě | Původní název                                 | Český název                 | Režie             | Scénář                           | Premiéra v USA     | Premiéra v ČR |
| ------------ | --------- | --------------------------------------------- | --------------------------- | ----------------- | -------------------------------- | ------------------ | ------------- |
| 93           | 1         | Till Death Do Us Part                         | Dokud nás smrt nerozdělí    | Stuart Gillard    | Patti Carr                       | 8. října 2012      | 3. září 2014  |
| 94           | 2         | The Sea Change                                | Svatební hostina            | Bethany Rooney    | Lara Olsen                       | 15. října 2012     | 4. září 2014  |
| 95           | 3         | It's All Fun and Games                        | Radost a hry                | Cherie Nowlan     | Brian Dawson                     | 22. října 2012     | 5. září 2014  |
| 96           | 4         | Into the Wild                                 | Vzhůru do divočiny          | Hanelle Culpepper | Chris Atwood                     | 5. listopadu 2012  | 8. září 2014  |
| 97           | 5         | Hate 2 Love                                   | Nenávist a láska            | Sanaa Hamri       | Mike Chessler a Chris Alberghini | 12. listopadu 2012 | 9. září 2014  |
| 98           | 6         | The Con                                       | Podfuk                      | Harry Sinclair    | Terrence Coli                    | 19. listopadu 2012 | 10. září 2014 |
| 99           | 7         | 99 Problems                                   | Devadesát devět problémů    | Michael Zinberg   | William H. Brown                 | 26. listopadu 2012 | 11. září 2014 |
| 100          | 8         | 902–100                                       | 902–100                     | Harry Sinclair    | Scott Weinger                    | 3. prosince 2012   | 12. září 2014 |
| 101          | 9         | The Things We Do for Love                     | Veselé Vánoce               | Matthew Diamond   | Marjorie David                   | 10. prosince 2012  | 15. září 2014 |
| 102          | 10        | Misery Loves Company                          | Neštěstí nikdy nechodí samo | Anton Cropper     | Allen Clary                      | 21. ledna 2013     | 16. září 2014 |
| 103          | 11        | We're Not Not in Kansas Anymore               | V narkóze                   | Cherie Nowlan     | Liz Phang                        | 28. ledna 2013     | 17. září 2014 |
| 104          | 12        | Here Comes Honey Bye Bye                      | Čas loučení                 | Stuart Gillard    | Liz Sczudlo                      | 4. února 2013      | 18. září 2014 |
| 105          | 13        | #realness                                     | Z hloubi srdce              | Mike Listo        | Chris Alberghini a Mike Chessler | 11. února 2013     | 19. září 2014 |
| 106          | 14        | Brother from Another Mother                   | Nevlastní bratr             | Benny Boom        | Chris Atwood                     | 18. února 2013     | 20. září 2014 |
| 107          | 15        | Strange Brew                                  | Jdi za svým snem            | Bethany Rooney    | Brian Dawson                     | 25. února 2013     | 23. září 2014 |
| 108          | 16        | Life's a Beach                                | Život je boj                | Michael Zinberg   | Bill Brown                       | 4. března 2013     | 24. září 2014 |
| 109          | 17        | Dude, Where's My Husband?                     | Řekni, kde mám manžela      | Matthew Diamond   | Liz Phang                        | 11. března 2013    | 25. září 2014 |
| 110          | 18        | A Portrait of the Artist as a Young Call Girl | Bez přetvářky               | Bethany Rooney    | Scott Weinger                    | 15. dubna 2013     | 26. září 2014 |
| 111          | 19        | The Empire State Strikes Back                 | Kdo s koho                  | Stuart Gillard    | Scott Weinger                    | 22. dubna 2013     | 29. září 2014 |
| 112          | 20        | You Can't Win Em All                          | Markův soud                 | Michael Zinberg   | Patti Carr                       | 29. dubna 2013     | 30. září 2014 |
| 113          | 21        | Scandal Royale                                | Královský skandál           | David Warren      | Terrence Coli a Paul Sciarrotta  | 6. května 2013     | 1. října 2014 |
| 114          | 22        | We All Fall Down                              | Spolu až na dno             | Harry Sinclair    | Lara Olsen                       | 13. května 2013    | 2. října 2014 |

## Speciál
| Č. | Původní název              | Premiéra v USA  |
| -- | -------------------------- | --------------- |
| 1  | 90210 4Ever: Retrospective | 13. května 2013 |